# Politruk

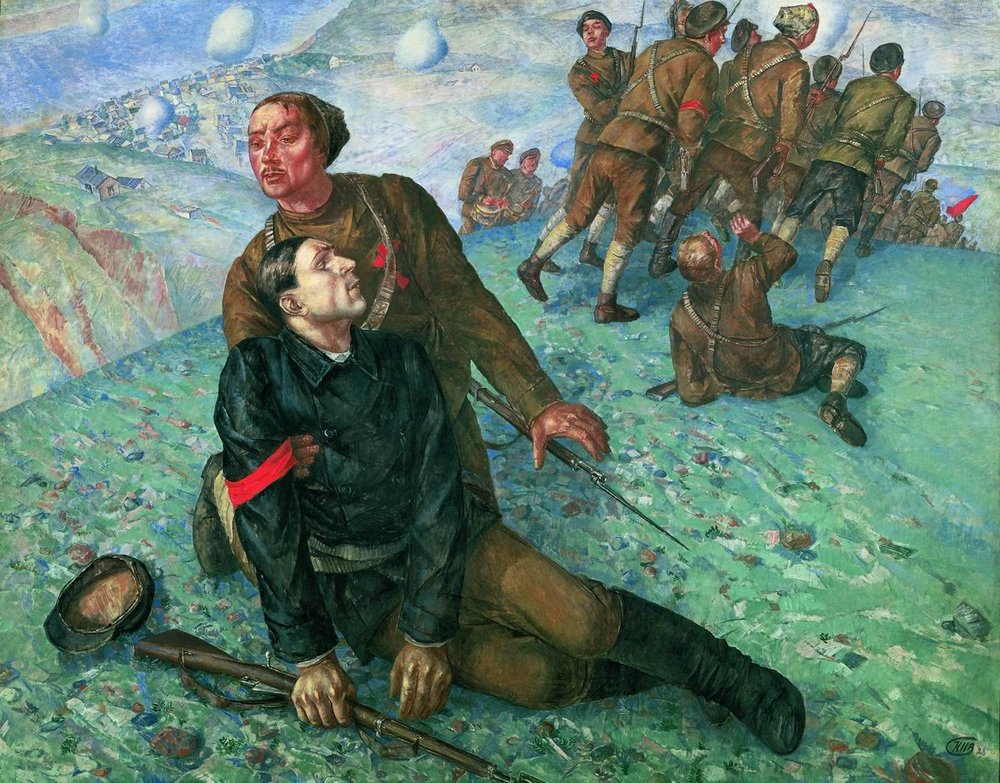
Obraz Kuźmy Pietrowa-Wodkina Śmierć komisarza z 1928 znajdujący się w zbiorach Państwowego Muzeum Rosyjskiego w Petersburgu

Politruk (skrót od ros. политический руководитель, politíczeskij rukowodítiel – kierownik polityczny) – oficer polityczny, pierwotnie (1919–1942, z przerwami) funkcja osoby kierującej pracą polityczno-wychowawczą w pododdziałach Armii Czerwonej i Floty. W siłach zbrojnych ZSRR w latach 1935–1942 także stopień wojskowy w korpusie oficerów politycznych wszystkich rodzajów wojsk, bezpośrednio wyższy od stopnia młodszy politruk, bezpośrednio niższy od stopnia starszy politruk (ros. старший политрук).
Po ataku Niemiec na ZSRR wzięci do niewoli radzieccy politrucy byli masowo mordowani przez reżim III Rzeszy. Według danych radzieckich Armia Czerwona w latach 1941–1945 straciła ponad 100 tys. tychże oficerów. Aż 47 126 z nich zaginęło, co oznacza, że znaczna większość nieodnalezionych została zabita na podstawie „Kommissarbefehl”.
W znaczeniu potocznym oznacza osobę dbającą (często z nadania rządzącej partii) o sprawy polityczne w instytucji.